# Schenkenhorst
Schenkenhorst este o comună în Saxonia-Anhalt, Germania